# Charles Edison
Charles Edison (ur. 3 sierpnia 1890, zm. 31 lipca 1969) – syn sławnego wynalazcy Thomasa Alva Edisona, przedsiębiorca, sekretarz Floty, gubernator stanu New Jersey

## Życiorys
Urodził się w domu rodziców zwanym Glenmont w West Orange. Uczęszczał do szkoły Hotchkiss School w Lakeville, Connecticut. Ożenił się z koleżanką szkolną Carolyn Hawkins 27 marca 1918. Wiele lat Charles był odpowiedzialny za kompanię, którą założył ojciec (Edison Records). W 1927 Charles został jej prezydentem, piastując to stanowisko aż do 1959 r., kiedy kompania została sprzedana. W 1937 r. Prezydent Roosevelt powołał go na stanowisko asystenta sekretarza Floty. Po śmierci sekretarza Floty Claude A. Swansona, od 2 stycznia 1940 pełnił funkcję sekretarza do 24 czerwca tegoż roku, po czym zrezygnował ze stanowiska i poświęcił się kampanii wyborczej na gubernatora New Jersey.
W 1940 r. po wygranych wyborach zaproponował zmiany w konstytucji New Jersey. Zmiana konstytucji przegrała w referendum. Konstytucja pozostała bez zmian w ciągu jego kadencji. W 1948 r. założył charytatywną fundację „The Brook Foundation” (obecnie Charles Edison Fund). Pomiędzy rokiem 1951 a 1963 mieszkał w Waldorf Astoria Towers, gdzie zaprzyjaźnił się Herbertem Hooverem. W 1962 r. Edison był jednym z założycieli Konserwatywnej Partii w stanie Nowy Jork. Jego ulubioną maskotką była sowa. Zbierał rzeźby, obrazy przedstawiające sowy. Charles Edison został pochowany w East Orange, New Jersey.